# Ковальски, Роберт
Роберт Энтони Ковальски (15 мая 1941) — американский логик и ученый, который провел большую часть своей карьеры в Великобритании.

## Образование
Получил образование в Чикагском университете, Бриджпортском университете (бакалавр в области математики, 1963), Стэнфордском университете (магистр в области математики, 1966), в Варшавском университете и в Эдинбургском университете (научная степень в области компьютерных наук, 1970).

## Карьера
Был научным сотрудником в Эдинбургском университете (1970-75) и в Имперском колледже Лондона с 1975 года. В 1999 году стал заслуженным профессором. Вскоре присоединился к Американской ассоциации по развитию искусственного интеллекта в 1991 году, Координационного комитета искусственного интеллекта в 1999 году, и ассоциации вычислительной техники в 2001 году.
Свои исследования Роберт начал в области автоматических доказательств, что реализовано на программном уровне. В основу положен аппарат математическая логика. Однако известность ему принёс вклад в развитие логического программирования, начиная с процедурной интерпретации Хорна.
Он также разработал минимальную модель семантики Хорна с Маартен ван Эмден. С Мареком Серготом, разработал исчисление событий и применение логического программирования для юридических целей. С Фариба Садри, он разработал модель агента, в котором убеждению представленные логическими программами и цель представлена ограничением целостности.
Ковальски был одним из первых разработчиков абдуктивной логики программирования, где логические программы дополнены ограничениями целостности и с неопределенными, абдуктивними предикатами. Эта работа продемонстрировала, что логику для рассуждений по умолчанию может рассматриваться как отдельные случаи допущения на основе аргументации.

## Prolog
Разработка языка Prolog началась в 1970 году Аланом Кулмерое и Филиппом Русселом. Они хотели создать язык, который мог бы делать логические выводы на основе заданного текста. Название Prolog является сокращением от «PROgramming in LOGic». Этот язык был разработан в Марселе в 1972 году. Принцип резолюции Кузнечного казался подходящей моделью, на основе которой можно было разработать механизм логических выводов. С ограничением резолюции на дизъюнкт Хорна унификация привела к эффективной системе, где непреодолимый недетерминизм обрабатывался с помощью процесса отката, который мог быть легко реализован. Алгоритм резолюции позволял создать выполняемую последовательность, необходимую для реализации спецификаций, подобных приведенному выше отношению.
Первая реализация языка Prolog с использованием компилятора Вирта ALGOL-W была закончена в 1972 году, а основы современного языка были заложены в 1973. Использование языка Prolog постепенно распространялось среди тех, кто занимался логическим программированием, в основном благодаря личным контактам, а не через коммерциализацию продукта. В настоящее время существует несколько различных, но весьма схожих между собой версий. Хотя стандарта языка Prolog не существует, однако, версия, разработанная в Эдинбургском университете, стала наиболее широко используемым вариантом. Недостаток разработок эффективных приложений Prolog сдерживал его распространение вплоть до 1980 года.

## Книги
- «Logic for Problem Solving», North Holland, Elsevier, 1979.
  - Ковальски, Роберт Логика в решении проблем. / Пер. с англ. Л. Г. Осмоловского и др. С предисл. и примеч. Д. А. Поспелова. — М. : Наука, 1990. — 277, [1] с. : ил. — (Проблемы искусств. интеллекта; Вып. 18). — ISBN 5-02-014148-8
- «Computational Logic and Human Thinking: How to be Artificially Intelligent», Cambridge University Press, 2011.